# Red Bull Cliff Diving World Series
Red Bull Cliff Diving World Series, ou, em português Campeonato Mundial de Salto de Penhasco, é um circuito mundial anual de Saltos ornamentais de penhasco.

## Sistema de Pontuação
A partir de 2012, o sistema de pontuação por etapa é:
| Ranking   | 1   | 2   | 3   | 4   | 5  | 6  | 7  | 8  | 9  | 10 | 11 | 12 | 13 | 14 |
| Pontuação | 200 | 160 | 130 | 110 | 90 | 70 | 60 | 50 | 40 | 30 | 20 | 10 | 9  | 8  |

## Palmarés
Apenas em 2013 foi estabelecido o circuito feminino no calendário.

### Masculino
| Ano  | Campeão          | Pontuação | Segundo          | Pontuação | Terceiro         | Pontuação |
| ---- | ---------------- | --------- | ---------------- | --------- | ---------------- | --------- |
| 2009 | Orlando Duque    | 127 pts   | Gary Hunt        | 127 pts   | Artem Silchenko  | 111 pts   |
| 2010 | Gary Hunt        | 109 pts   | Orlando Duque    | 94 pts    | Artem Silchenko  | 80 pts    |
| 2011 | Gary Hunt        | 125 pts   | Artem Silchenko  | 91 pts    | Michal Navratil  | 77 pts    |
| 2012 | Gary Hunt        | 860 pts   | Orlando Duque    | 840 pts   | Steven LoBue     | 740 pts   |
| 2013 | Artem Silchenko  | 1030 pts  | Gary Hunt        | 980 pts   | Orlando Duque    | 860 pts   |
| 2014 | Gary Hunt        | 1110 pts  | Artem Silchenko  | 840 pts   | Steve LoBue      | 680 pts   |
| 2015 | Gary Hunt        | 1320 pts  | Orlando Duque    | 970 pts   | Jonathan Paredes | 849 pts   |
| 2016 | Gary Hunt        | 1350 pts  | Jonathan Paredes | 1030 pts  | Andy Jones       | 910 pts   |
| 2017 | Jonathan Paredes | 720 pts   | Gary Hunt        | 710 pts   | Blake Aldridge   | 580 pts   |

### Feminino
| Ano  | Campeão          | Pontuação | Segundo         | Pontuação | Terceiro        | Pontuação |
| ---- | ---------------- | --------- | --------------- | --------- | --------------- | --------- |
| 2014 | Rachelle Simpson | 600 pts   | Anna Bader      | 390 pts   | Adriana Jiménez | 360 pts   |
| 2015 | Rachelle Simpson | 490 pts   | Ginger Huber    | 420 pts   | Cesilie Carlton | 400 pts   |
| 2016 | Rhiannan Iffland | 1290 pts  | Lysanne Richard | 1030 pts  | Cesilie Carlton | 780 pts   |
| 2017 | Rhiannan Iffland | 890 pts   | Helena Merten   | 740 pts   | Adriana Jiménez | 690 pts   |

## Etapas
| Histórico de Locais que Sediam Etapas    | 2009     | 2010     | 2011     | 2012     | 2013         | 2014        |
| ---------------------------------------- | -------- | -------- | -------- | -------- | ------------ | ----------- |
| Hawkesbury River, Cattai                 |          |          |          | Fev 4    | Jan 31-Fev 2 |             |
| Lovrijenac, Dubrovnik                    | Julho 11 |          |          |          |              |             |
| Rapa Nui                                 |          |          | Mar 12   |          |              |             |
| Copenhagen Opera House, Copenhagen       |          |          |          |          | Junho 22     |             |
| Bonifacio, Córsega                       |          |          |          | Junho 23 |              |             |
| Saint Nicolas Tower, La Rochelle         | Maio 19  | Maio 15  | Junho 18 |          | Maio 25      |             |
| Rickmer Rickmers, Hamburg                | Ago 29   |          |          |          |              |             |
| Lake Vouliagmeni, Athens                 | Set 20   |          | Maio 22  |          |              |             |
| Abereiddy, Pembrokeshire, UK             |          |          |          | Set 8    | Set 14       |             |
| Serpent's Lair, Inis Mor                 |          |          |          | Ago 4    |              | Junho 29    |
| Castello Scaligero, Malcesine            |          |          | Julho 24 |          | Julho 14     |             |
| Polignano a Mare                         | Julho 26 | Ago 8    |          |          |              |             |
| Chichen Itza                             |          | Junho 6  |          |          |              |             |
| Ik Kil, Yucatan                          |          |          | Apr 10   |          |              |             |
| Leuvehaven, Rotterdam                    | Maio 21  |          |          |          |              |             |
| Grimstad                                 |          |          |          | Julho 7  |              |             |
| Kragero                                  |          | Julho 24 |          |          |              | Julho 12    |
| Wadi Shab                                |          |          |          | Set 28   |              |             |
| São Miguel, Vila Franca do Campo, Açores |          |          |          | Julho 21 | Junho 29     | Julho 26    |
| Sisikon                                  | Set 5    | Ago 28   |          |          |              |             |
| Krabi Province                           |          |          |          |          | Out 26       |             |
| Atatürk Park, Antalya                    | Ago 8    |          |          |          |              |             |
| Swallow's Nest, Yalta                    |          | Set 4    |          |          |              | Agosto 30   |
| ICA, Boston, Massachusetts               |          |          | Ago 20   | Ago 25   | Ago 24       |             |
| Hilo, Hawaii                             |          | Set 12   |          |          |              |             |
| Possum Kingdom Lake, Texas               |          |          |          |          |              | Junho 7     |
| Icaraí, Niteroi, Rio de Janeiro          |          |          |          |          | Cancelado    | Outubro 19  |
| Morro Castle, Havana                     |          |          |          |          |              | Maio 10     |
| Bilbao                                   |          |          |          |          |              | Setembro 20 |

| Evento Qualificatório                                                                                               |
| Evento Masculino e Femino                                                                                           |
| Etapa ocorre em 4 localidades: *Wang Long Bay - Ko Phi Phi Don *Maioa Bay - Ko Phi Phi Lee *Viking Cave *Lading Bay |